# Pentheroscion mbizi
Pentheroscion mbizi es una especie de pez de la familia Sciaenidae en el orden de los Perciformes.

## Morfología
• Los machos pueden llegar alcanzar los 56 cm de longitud total.

## Hábitat
Es un pezde Mar y, de aguas profundas y demersal que vive entre 50-350 m de profundidad.

## Distribución geográfica
Se encuentra en el  Atlántico oriental: desde Guinea hasta el sur de Angola.

## Observaciones
Es inofensivo para los humanos.